# Măgura cu Liliac
Măgura cu Liliac – wieś w Rumunii, w okręgu Teleorman, w gminie Drăgănești de Vede. W 2011 roku liczyła 345 mieszkańców.